# 西小口站
西小口站是一个位于中国北京市海淀区东升地区后屯路、西小口路交叉口，属于北京地铁8号线的地铁车站。

## 位置
该站位于北京城区北部，五环路外，西小口路（接近东西向）和后屯路（接近南北向）交汇处南，约呈南北走向。
西小口原为东升乡小营村委会下辖的自然村:196，该地名来源有三种说法：其一，清河镇旧称“大口”，小口与大口相对而称；其二，明末曾有自北向西再向南注入清河的古河道，河道东西侧各有一村，河道上两村各设一水闸，称“东闸口”、“西闸口”，这条河流在清朝初期消失后，“东闸口”和“西闸口”演化为“东小口”和“西小口”；其三为清朝圆明园通往热河行宫的大道通过清河镇，东西各设一村，因村口直通大道而称“东小口”、“西小口”；西小口村于2013年被整体拆除，现为中关村东升科技园。

## 结构

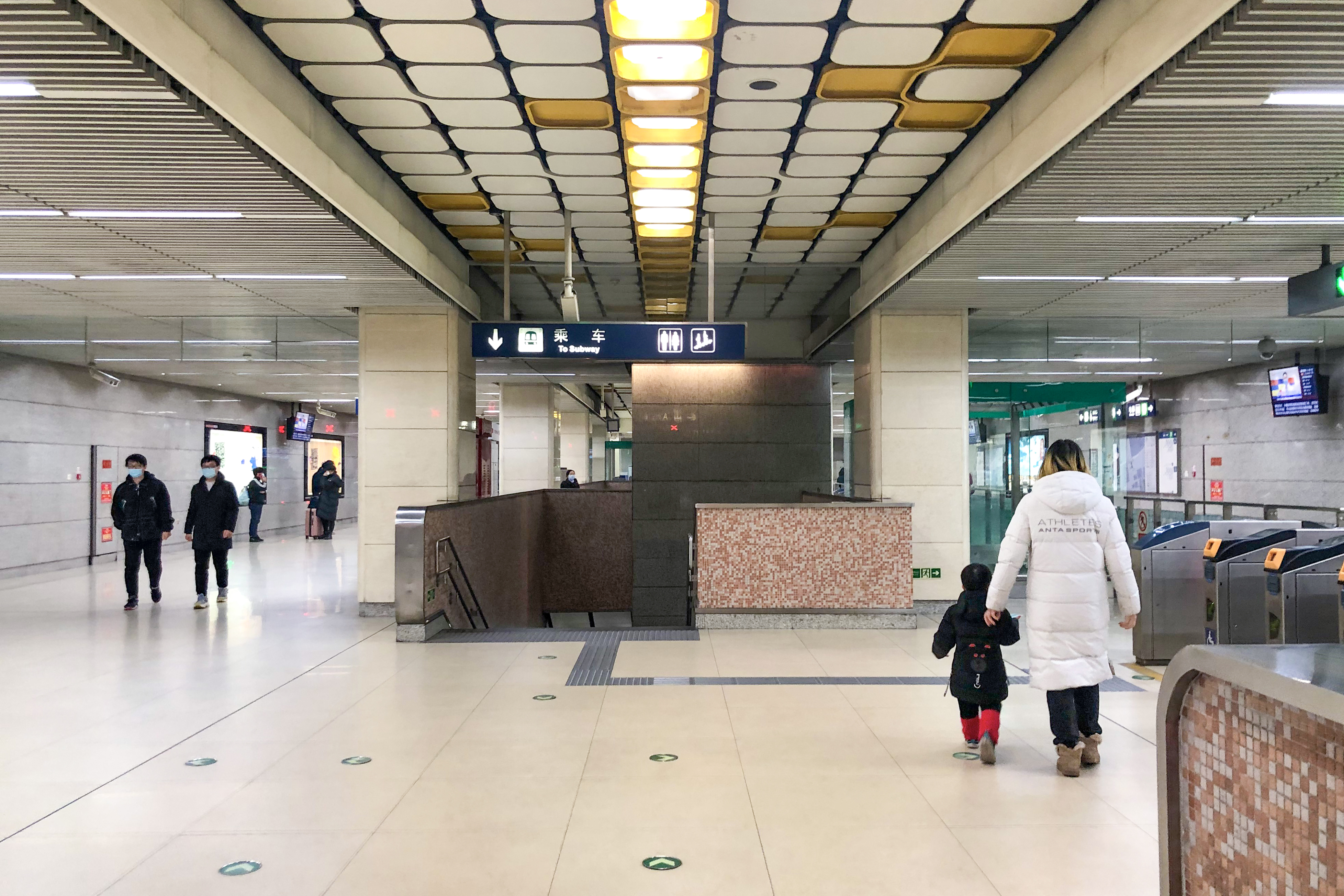
站厅（2021年3月摄）

该站为地下车站，岛式站台设计，站内每层顶部装饰的灯带为黄色。
| 地面层          | 街道                    | A-D出入口                        |
| 地下一层 站厅层 | 站厅                    | 客务中心、自动售票机、进出站闸机 |
| 地下二层 站台层 |                         | █ 8号线往朱辛庄（育新）          |
| 地下二层 站台层 | 岛式站台，左側開门      |                                  |
| 地下二层 站台层 | █ 8号线往瀛海（永泰庄） |                                  |

## 出入口
|                       |          |                  |      |            |
| 编号                  | 指示     | 建议前往的目的地 | 照片 | 无障碍设施 |
| 出口 · A · 升降机标志 | 后屯路   |                  |      |            |
| 出口 · B              | 后屯路   |                  |      | 不適用     |
| 出口 · C              | 后屯中街 |                  |      | 不適用     |
| 出口 · D              | 后屯路   |                  |      | 不適用     |
| 註： 設有             |          |                  |      |            |